# Grand Prix Formule 1 van de Verenigde Staten 1990

Phoenix Circuit, lengte 3,800 km

De Grand Prix Formule 1 van de Verenigde Staten 1990 werd gehouden op 11 maart 1990 in Phoenix, Arizona.

## Verslag
Een nieuw gezicht in de Formule 1 zorgde voor een memorabel duel met Ayrton Senna in de Grand Prix van de Verenigde Staten van 1990. Nieuweling Jean Alesi schudde de Formule 1-wereld op door vierde te kwalificeren en de eerste helft van de race te leiden. Senna wist Alesi in te halen in de vijfendertigste ronde van de race en te winnen met 8,6 seconden voorsprong. Senna's vroegere teamgenoot Alain Prost, die debuteerde bij Ferrari, moest opgeven in de 21ste ronde.
Regen op zaterdag zorgde ervoor dat de kwalificatie op niets uitdraaide en de startopstelling samengesteld werd met tijden van de vrije training op vrijdag. De zachte kwalificatiebanden van Pirelli verrasten Goodyear waardoor de Italiaanse bandenleverancier vijf teams in de top-tien plaatste, waaronder Jean Alesi die voor Tyrrell reed. Ken Tyrrell verraste de Formule 1-wereld door twee dagen voor de Grand Prix een contract met Pirelli te sluiten, na achttien jaar bij Goodyear.
Gerhard Berger, op de pole met een McLaren-Honda was de enige auto op de eerste twee startrijen die met Goodyears reed. Pierluigi Martini plaatste zijn Minardi op de eerste startrij, het beste resultaat van het team en de enige keer in de geschiedenis van de Formule 1 ooit dat het zich op de eerste rij plaatste voor een race. Daarnaast reden Andrea de Cesaris (Scuderia Italia), Olivier Grouillard (Osella), Roberto Moreno (EuroBrun) allen hun beste kwalificatie van het jaar.
Tyrrell had nog een verrassing in petto. Hun wagen, ontworpen door Harvey Postlethwaite, was de eerste in de Formule 1 met een hoge neus.
De start op zondag was bijzonder belangrijk door de ongewone startopstelling. Gerhard Berger bleef op kop door zich onmiddellijk voor Pierluigi Martini te plaatsen, maar Jean Alesi maakte een geweldige start en reed beiden voorbij. Hij reed na één ronde al 2,4 seconden voor op de tweede. Senna ging voorbij de Cesaris voor de derde positie en ging Berger voorbij nadat hij na een crash een nieuwe achtervleugel was moeten gaan halen in de negende ronde. Berger reed nog wel de snelste ronde maar moest uiteindelijk opgeven met een koppelingsprobleem.
Toen Berger crashte had Alesi al 8,2 seconden voor op de tweede. Senna keek aanvankelijk de kat wat uit de boom, niet wetende hoelang de Pirelli's meegingen. Na 30 ronden bleek echter dat deze nog in goede conditie waren, waardoor Alesi aan de leiding bleef rijden. Senna probeerde de Fransman in te halen in de 34ste ronde maar dit mislukte doordat Alesi zijn lijn verdedigde. In de volgende ronde slaagde hij er wel in Alesi in te halen en de leiding te nemen. Alesi viel Senna nog wel een aantal keer aan, maar besliste om zijn banden te sparen en liet Senna gaan.
Tezelfdertijd was Nelson Piquet opgeklommen van een zesde naar een derde plaats. Een remprobleem zorgde ervoor dat hij zijn banden moest laten vervangen in de 28ste ronde, waardoor Thierry Boutsen in een Williams op de derde plaats kwam te liggen. Ondanks problemen met zijn motor kon hij deze ook behouden tot het einde van de race. Piquet werd in zijn eerste race voor Benetton vierde.
Prost was na de start teruggevallen naar een negende plaats doordat hij geen gebruik kon maken van zijn derde versnelling. In de 17de ronde wist hij nog op te klimmen naar een vierde plaats, maar zijn versnellingsbak liet het afweten in de 21ste ronde. Ook de andere Ferrari met Nigel Mansell aan het stuur had de nodige problemen. Hij viel spectaculair uit in de 49ste ronde toen zijn koppeling afbrak en een gat maakte in de olietank. Zijn auto reed als een vuurbal over het circuit maar Mansell wist hem toch nog onder controle te krijgen en veilig opzij te zetten.
Senna bouwde zijn voorsprong uit tot 28,5 seconden maar moest snelheid minderen toen zijn motor rare geluiden begon voort te brengen. Stefano Modena (Brabham) en Satoru Nakajima (Tyrrell) werden respectievelijk vijfde en zesde.
Zowel Alesi als Senna waren vol lof over elkaar. Andere winnaars van het weekend waren Ken Tyrrell, met twee wagens in de punten, en Pirelli, met drie wagens in de punten. Enig minpunt aan de Grand Prix was de publieke belangstelling: slechts 15000 toeschouwers waren getuige van de openingsrace van het seizoen.

## Uitslag
| Positie | Nr | Rijder             | Team                  | Ronden | Tijd/Opgave         | Startplaats | Punten |
| ------- | -- | ------------------ | --------------------- | ------ | ------------------- | ----------- | ------ |
| 1       | 27 | Ayrton Senna       | McLaren-Honda         | 72     | 1:52:32.829         | 5           | 9      |
| 2       | 4  | Jean Alesi         | Tyrrell-Ford          | 72     | +8.685              | 4           | 6      |
| 3       | 5  | Thierry Boutsen    | Williams-Renault      | 72     | +54.080             | 9           | 4      |
| 4       | 20 | Nelson Piquet      | Benetton-Ford         | 72     | +1:08.358           | 6           | 3      |
| 5       | 8  | Stefano Modena     | Brabham-Judd          | 72     | +1:09.503           | 10          | 2      |
| 6       | 3  | Satoru Nakajima    | Tyrrell-Ford          | 71     | +1 Lap              | 11          | 1      |
| 7       | 23 | Pierluigi Martini  | Minardi-Ford          | 71     | +1 Lap              | 2           |        |
| 8       | 29 | Éric Bernard       | Larrousse-Lamborghini | 71     | +1 Lap              | 15          |        |
| 9       | 6  | Riccardo Patrese   | Williams-Renault      | 71     | +1 Lap              | 12          |        |
| 10      | 9  | Michele Alboreto   | Arrows-Ford           | 70     | +2 Laps             | 21          |        |
| 11      | 19 | Alessandro Nannini | Benetton-Ford         | 70     | +2 Laps             | 22          |        |
| 12      | 10 | Bernd Schneider    | Arrows-Ford           | 70     | +2 Laps             | 20          |        |
| 13      | 33 | Roberto Moreno     | EuroBrun-Judd         | 67     | +5 Laps             | 16          |        |
| 14      | 15 | Mauricio Gugelmin  | Leyton House-Judd     | 66     | +6 Laps             | 25          |        |
| Ret     | 24 | Paolo Barilla      | Minardi-Ford          | 54     | Fysiek              | 14          |        |
| Ret     | 30 | Aguri Suzuki       | Larrousse-Lamborghini | 53     | Rem                 | 18          |        |
| Ret     | 2  | Nigel Mansell      | Ferrari               | 49     | Motor               | 17          |        |
| Ret     | 28 | Gerhard Berger     | McLaren-Honda         | 44     | Koppeling           | 1           |        |
| Ret     | 7  | Gregor Foitek      | Brabham-Judd          | 39     | Crash               | 23          |        |
| Ret     | 14 | Olivier Grouillard | Osella-Ford           | 39     | Botsing             | 8           |        |
| Ret     | 22 | Andrea de Cesaris  | Dallara-Ford          | 25     | Motor               | 3           |        |
| Ret     | 1  | Alain Prost        | Ferrari               | 21     | Olielek             | 7           |        |
| Ret     | 16 | Ivan Capelli       | Leyton House-Judd     | 20     | Elektrisch probleem | 26          |        |
| Ret     | 11 | Derek Warwick      | Lotus-Lamborghini     | 6      | Versnellingsbak     | 24          |        |
| Ret     | 25 | Nicola Larini      | Ligier-Ford           | 4      | Gaspedaal           | 13          |        |
| Ret     | 12 | Martin Donnelly    | Lotus-Lamborghini     | 0      | Versnellingsbak     | 19          |        |
| DQ      | 26 | Philippe Alliot    | Ligier-Ford           |        |                     |             |        |
| NQ      | 35 | Stefan Johansson   | Onyx-Ford             |        |                     |             |        |
| NQ      | 21 | Gianni Morbidelli  | Dallara-Ford          |        |                     |             |        |
| NQ      | 36 | Jyrki Järvilehto   | Onyx-Ford             |        |                     |             |        |
| PQ      | 17 | Gabriele Tarquini  | AGS-Ford              |        |                     |             |        |
| PQ      | 18 | Yannick Dalmas     | AGS-Ford              |        |                     |             |        |
| PQ      | 34 | Claudio Langes     | EuroBrun-Judd         |        |                     |             |        |
| PQ      | 39 | Gary Brabham       | Life                  |        |                     |             |        |
| PQ      | 31 | Bertrand Gachot    | Coloni-Ford           |        |                     |             |        |

## Wetenswaardigheden
- Het was de 21ste overwinning van Ayrton Senna en de eerste van zes dit seizoen.
- Raceleiders: Jean Alesi (34 ronden, 1-34), Ayrton Senna (38 ronden, 35-72)
- Martin Donnelly kon niet starten omwille van een versnellingsbak probleem.
- Philippe Alliot werd gediskwalificeerd doordat een monteur tijdens de vrijdagtrainingen aan zijn auto werkte buiten de pits.

## Statistieken
| Pole-position | Gerhard Berger | McLaren-Honda | 1:28.664 |
| Snelste ronde | Gerhard Berger | McLaren-Honda | 1:31.050 |

## Noot
- Dit was het debuut van de Australische coureur Gary Brabham, en de Italiaanse coureurs Gianni Morbidelli en Claudio Langes.
- Vijfde pole position en tiende snelste ronde voor Gerhard Berger.
- Eerste rondes als raceleider en eerste podiumplaats voor Jean Alesi.

Grand Prix Formule 1 van de Verenigde Staten: 1908 · 1910 · 1911 · 1912 · 1914 · 1915 · 1916 · 1959 · 1960 · 1961 · 1962 · 1963 · 1964 · 1965 · 1966 · 1967 · 1968 · 1969 · 1970 · 1971 · 1972 · 1973 · 1974 · 1975 · 1976 · 1977 · 1978 · 1979 · 1980 · 1989 · 1990 · 1991 · 2000 · 2001 · 2002 · 2003 · 2004 · 2005 · 2006 · 2007 · 2012 · 2013 · 2014 · 2015 · 2016 · 2017 · 2018 · 2019 · 2021 · 2022 · 2023 · 2024 · 2025 · 2026

Indianapolis 500: 1950 · 1951 · 1952 · 1953 · 1954 · 1955 · 1956 · 1957 · 1958 · 1959 · 1960

Grand Prix Formule 1 van de Verenigde Staten West: 1976 · 1977 · 1978 · 1979 · 1980 · 1981 · 1982 · 1983

Grand Prix Formule 1 van Las Vegas: 1981 · 1982 · 2023 · 2024 · 2025

Grand Prix Formule 1 van de Verenigde Staten Oost: 1982 · 1983 · 1984 · 1985 · 1986 · 1987 · 1988

Grand Prix Formule 1 van Dallas: 1984

Grand Prix Formule 1 van Miami: 2022 · 2023 · 2024 · 2025 · 2026 · 2027 · 2028 · 2029 · 2030 · 2031 · 2032 · 2033 · 2034 · 2035 · 2036 · 2037 · 2038 · 2039 · 2040 · 2041